# شوكة رنانة
الشوكة الرنانة  هي شوكة معدنية لها تردد محدد، تستخدم في تدريس علم الصوت في الفيزياء ودراسة الرنين. كما تستخدم عدة من تلك الشوكات المعايرة (أي تعطي كل واحدة منها ترددا محددا) لضبط الآلات الموسيقية مثل البيانو والآلات الوترية.

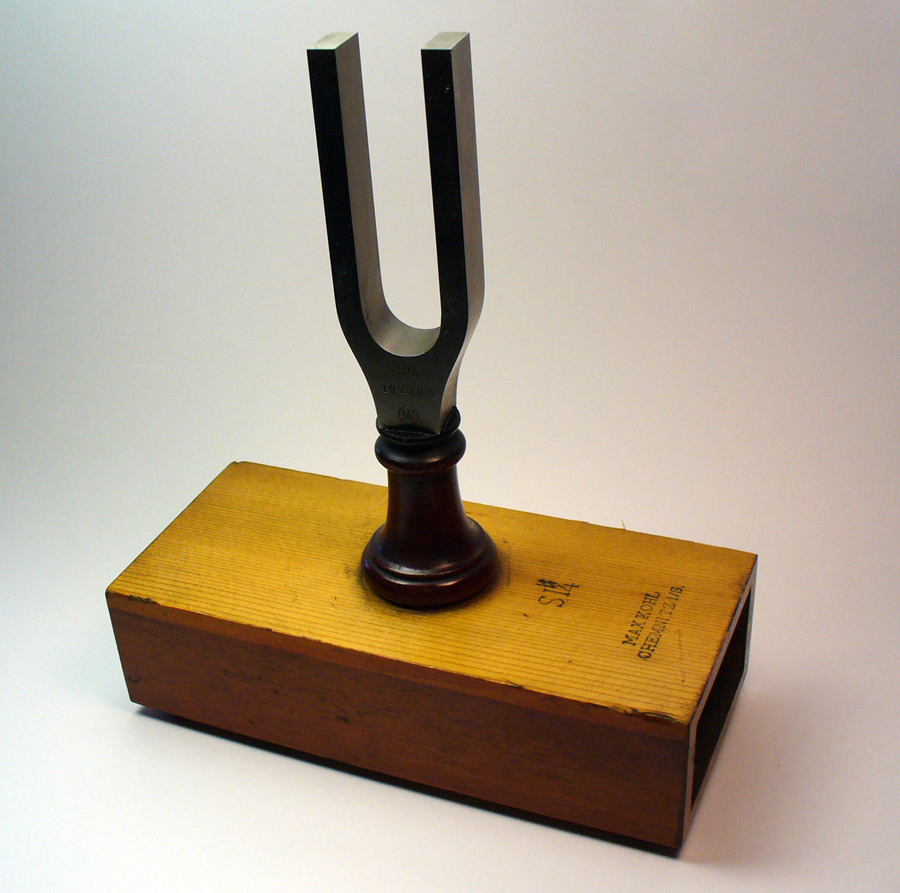
شوكة رنانة ذات تردد 440 هرتز

## استخدامها في الطب
تستخدم الشوكة الرنانة، وهي في العادة شوكة ذات تردد 512 هرتز (أي 512 ذبذبة في الثانية ) لفحص قدرة السمع عند الأشخاص . كما توجد شوكة أخرى ترددها أقل، حيث يكون ترددها 128 ذبذبة في الثانية وتسمى C-128 لفحص للسمع عند الترددات المنخفضة.
Medical Tuning Fork 128 Hz

## اقرأ أيضا
- صوت
- مكبر الصوت
- ارتجاع صوتي